# Čchin Pang-sien
Čchin Pang-sien (čínsky pchin-jinem Qín Bāngxiàn, znaky zjednodušené 张闻天, tradiční 張聞天; 14. května 1907 — 8. dubna 1946), známý pod pseudonymem Po Ku (čínsky pchin-jinem Bó Gǔ, znaky 博古), byl čínský komunistický politik, který v letech 1931–1935 stál v čele Komunistické strany Číny a i poté zůstával jedním z předních reprezentantů KS Číny. Patřil mezi osmadvacet bolševiků.

## Život
Čchin Pang-sien se narodil roku 1907 v dnešním Chang-čou v provincii Če-ťiang. Pocházel z rodiny s dlouhou úřednickou tradicí. V devíti letech mu zemřel otec. Učil se na průmyslové střední škole v Su-čou, kde se zapojil do studentského hnutí a byl zvolen předsedou svazu studentů, nedlouho před koncem studia vstoupil do Komunistického svazu mládeže. Roku 1925 byl přijat ke studiu na Šanghajské univerzitě, kde tehdy přednášeli přední čínští komunisté, jako Čchü Čchiou-paj, Teng Čung-sia, Li Ta-čao. Na univerzitě se připojil k antiimperialistickému hnutí 5. května a koncem roku 1925 vstoupil do Komunistické strany Číny.
Roku 1926 byl jako perspektivní stranický aktivista vybrán ke studiu na Sunjatsenově univerzitě v Moskvě, založené roku 1925 a určené ke vzdělávání mladých čínských komunistů (a před antikomunistickým obratem Kuomintangu roku 1927 i pro mladé členy Kuomintangu). V letech 1926–1930 tak žil a studoval v Moskvě. V červnu 1929 při jednom z hlasování o sporných otázkách z několika stovek studentů Sunjatsenovy univerzity pouze osmadvacet podpořilo stanovisko rektora univerzity Pavla Mifa, resp. vedení VKS(b). Čchin Pang-sien patřil mezi oněch osmadvacet, kterým se poté (v Moskvě i později v Číně) přezdívalo osmadvacet bolševiků, případně osmadvacet a půl bolševika. Většina z nich bylo po návratu do Číny zatčena antikomunistickou kuomintangskou policií a/nebo zapadla, nicméně několik z nich významně zasáhlo do čínské politiky, kromě Čchin Pang-siena zejména jeho nástupce v čele strany Čang Wen-tchien a členové politbyra Wang Ming, Wang Ťia-siang, Kchaj Feng, Čchen Čchang-chao a Jang Šang-kchun, na přelomu 80. a 90. let prezident Čínské lidové republiky.
Po návratu do Číny v květnu 1930 Čchin Pang-sien pracoval v komunistických odborech, poté ve svazu mládeže. V lednu 1931 byl na 4. zasedání ÚV zvolen jeho členem. Vedení strany tehdy sídlilo v Šanghaji, v září 1931 ale ve městě z členů politbyra zůstal pouze Wang Ming, který vzápětí (v říjnu) odjel do Moskvy a Lu Fu-tchan. Po dohodě s představiteli Kominterny bylo proto sestaveno prozatímní vedení strany o devíti členech, do jehož čela byl postaven Čchin Pang-sien „pověřený celkovým řízením“ vedení strany.
V důsledku rostoucího tlaku a represí kuomintangské policie se působení čínských komunistů ve velkých městech, včetně Šanghaje, stalo velmi obtížným a ti z členů vedení strany, kteří nepadli do rukou Kuomintangu, se proto během 1932–1933 postupně přesunuli do svobodných sovětských oblastí ve vnitrozemí. Čchin Pang-sien odjel ze Šanghaje do centrální sovětské oblasti v Ťiang-si v lednu 1933. Zde i nadále řídil komunistickou stranu, organizoval Čínskou sovětskou republiku a podílel se na řízení její obrany před útoky kuomintangských vojsk.
Kuomintangské tažení proti centrální sovětské oblasti v rámci čtvrté obkličovací kampaně v lednu–březnu 1933 utrpělo porážku. Na pátou obkličovací kampaň se proto kuomintangská vláda pečlivě připravila, zmobilizovala milion vojáků a (stejně jako ve čtvrté kampani) přizvala k řízení vojsk zahraniční poradce, především z Německa.
Pátá kuomintangská kampaň začala v září 1933. Komunisté se pokoušeli o protiútoky, ale nebyli schopni zastavit nepřítele, a od května 1934 se začali připravovat na opuštění sovětu. Organizaci odchodu řídila „trojka“ Čchin Pang-sien, Čou En-laj (který z pozice generálního komisaře velel Rudé armádě) a Otto Braun (vojenský poradce, v sovětské oblasti zastupoval Manfreda Sterna, hlavního vojenského poradce KS Číny, jednoho z představitelů Kominterny ilegálně působících v Šanghaji). Nakonec v říjnu 1934 většina komunistických vojsk, takzvaný 1. front čínské Rudé armády, na jihu Ťiang-si pronikla skrze obklíčení a postupovala na západ podél hranic provincií Kuang-tung a Kuang-si s Chu-nanem, tažení dostalo později název Dlouhý pochod. Komunisté bez větších obtíží překonali tři opevněné linie nepřítele, přechod čtvrté linie na řece Siang si však museli vynutit v několikadenních bojích. Kuomintangské armády jim poté zabránili v původně plánovaném obratu na sever ke komunistickým oddílům na pomezí Chu-nanu, Kuej-čou a S’-čchuanu a 1. front tak byl v prosinci 1934 nucen postupovat na západ do Kuej-čou. Čchin Pang-sien sice trval na původním plánu, ale většina politbyra (Čou En-laj, Čang Wen-tchien, Wang Ťia-siang, Mao Ce-tung) se shodla na postupu na západ do Kuej-čou.
V lednu 1935 na konferenci v Cun-i politbyro odsoudilo Čchin Pang-siena a Brauna za neúspěchy v Ťiang-si a ztrátu tamní centrální sovětské oblasti, v únoru 1935 pak Čchin Pang-siena zbavilo pověření řídit vedení strany, nahradil ho Čang Wen-tchien. Poté byl Čang „pověřený celkovým řízením“ vedení strany, Čchin Pang-sien převzal řízení politické práce ve vojsku z pozice úřadujícího náčelníka Hlavní politické správy čínské Rudé armády, zatímco Čou En-laj řídil vojenské operace s pomocí Mao Ce-tunga a (zraněného) Wang Ťia-sianga.
Po další reorganizaci vedení v srpnu 1935 Čchin Pang-sien dohlížel nad oddělením ÚV pro propagandu, od října 1935 odpovídal za sovětské orgány na územích ovládaných komunisty a v prosinci 1935 převzal úřad předsedy vlády sovětských oblastí. V dubnu 1936 byl jmenován náčelníkem Správy politické bezpečnosti (fakticky bezpečnost i nadále řídil Wang Šou-tao).
V prosinci 1936 byl členem delegace KS Číny vyslané do Si-anu k rozhovorům o vyřešení Sianského incidentu. V únoru–prosinci 1937 vedl organizační oddělení ÚV. Od prosince 1937 působil ve Wu-chanu s dalšími členy politbyra (Wang Ming, Čou En-laj, Kchaj Feng). Tito ještě se Siang Jingem tvořili byro ÚV pro region Jang-c’, které řídilo komunistické organizace v jižní Číně a jménem KS Číny udržovalo kontakt s kuomintangskou vládou. Čchin Pang-sien měl přitom na starosti organizaci komunistického hnutí v jihočínských provinciích.
Po návratu do Jen-anu pracoval v ideologické oblasti: v letech 1941–1945 řídil agenturu Nová Čína a deník Ťie-fang ž’-pao. Během kampaně za nápravu stylu práce v letech 1942–1945 byl kritizován za „dogmatismus“, „mechanické přejímání sovětských postupů bez přihlédnutí k čínským odlišnostem“ a „snahy přenést těžiště revolučného boje“ do měst na úkor boje na venkově. Ustupoval kritice a přiznával své chyby, nicméně podle oponentů nedostatečně.
Na VII. sjezdu KS Číny v dubnu–červnu 1945 byl zvolen členem ÚV, jako poslední, 44. člen (podle počtu hlasů).
Byl jedním z členů komunistické delegace na jednáních s Kuomintangem v letech 1945–1946. Při návratu z Čchung-čchingu do Jen-anu zahynul při leteckém neštěstí. Spolu s ním při pádu letadla zemřelo několik dalších předních čínských komunistů, a sice Jie Tching, Teng Fa a Wang Žuo-fej.